# Windows Meeting Space
Windows Meeting Space (с кодовото име Windows Collaboration) е името на програма, използваща равноправна мрежа с цел съдействие. Програмата поддържа от 2 до 10 потребителя и замества по-старото приложение Windows NetMeeting. Въпреки това са премахнати свойства като устройването на аудио и видео конференции и поддръжка на микрофон.
Windows Meeting Space поддържа споделяне на приложения, файлов трансфер, просто общуване чрез текстови съобщения през мрежа. За преодоляването на защитни стени обаче трябват умения по информационни технологии и при двамата, искащи да се свържат. За съдействие през мрежата Microsoft са създали Microsoft Shared View, което позволява работата през защитни стени като се използва HTTP ако е наложително.
Windows Meeting Space има способността автоматично да създава ad hoc безжични мрежи ако не намери съществуващи вече мрежи. Хора могат да се присъединят към мрежа, която вече някой друг е създал или могат да започнат сесия и да поканят други хора да се присъединят. Windows Meeting Space използва поддръжката на Teredo от Windows Vista, за да се осъществят IPv4 връзки през Интернет.
|  | Тази страница частично или изцяло представлява превод на страницата Windows Meeting Space в Уикипедия на английски. Оригиналният текст, както и този превод, са защитени от Лиценза „Криейтив Комънс – Признание – Споделяне на споделеното“, а за съдържание, създадено преди юни 2009 година – от Лиценза за свободна документация на ГНУ. Прегледайте историята на редакциите на оригиналната страница, както и на преводната страница, за да видите списъка на съавторите. ВАЖНО: Този шаблон се отнася единствено до авторските права върху съдържанието на статията. Добавянето му не отменя изискването да се посочват конкретни източници на твърденията, които да бъдат благонадеждни. |

Катеогрия: Приложен софтуер